# Юрхарівське газове родовище
Юрхарівське газове родовище — газоконденсатне родовище в Росії, у Надимському та Тазівському районах Ямало-Ненецького автономного округу Російської Федерації. 

## Загальна інформація
Родовище, яке відкрили у 1970 році, відноситься до Західно–Сибірської нафтогазоносної провінції. Площа родовища 260 км², при цьому 90 % покладів знаходяться в акваторії Тазівської губи. Найближчі родовища — Ямбурзьке на заході, Находкінське на сході.
Поклади залягають на глибині 1060—2850 м.
Первинні запаси — 249 млрд м3.

## Розробка
Промисловий видобуток розпочався 2003 року.
Видача товарного газу відбувається по газопроводах до Ямбургу та Уренгою. 
Видачу конденсату спершу організували через перемичку до 37-го кілометра траси конденсатопроводу Ямбург – Уренгой, а в 2010-му ввели в дію окремий конденсатопровід Юрхарівське – Пуровський ЗПК.